# John Toro
John Jairo Toro Rendón (4 aprile 1958) è un ex arbitro di calcio colombiano, internazionale dal 1990 al 2002.

## Carriera
Iniziò la carriera nel campionato nazionale colombiano; fu poi nominato internazionale nel 1990. Debuttò a livello di club arbitrando un match della Coppa Libertadores 1990 tra Pepeganga e Progreso il 7 marzo 1990. Prese poi parte al Campionato mondiale femminile di calcio 1991, dirigendovi tre incontri, di cui uno dei quarti di finale; successivamente partecipò al Campionato mondiale di calcio Under-17 1993, e l'anno seguente debuttò a livello di nazionali maschili maggiori arbitrando Ecuador - Bolivia, gara valevole per le qualificazioni al campionato mondiale di calcio 1994. Nel 1997 venne chiamato per il Torneo di Francia, e in seguito la FIFA lo incluse nella lista per il campionato del mondo 1998; lì, arbitrò l'incontro tra Sudafrica e Danimarca, venendo duramente contestato dalla Federazione calcistica danese per le due espulsioni comminate alla selezione europea. Diresse la gara finale della Coppa Merconorte 1999 tra Independiente Santa Fe e América de Cali, e fu poi convocato dalla CONMEBOL per la Copa América 2001, dove arbitrò Honduras - Bolivia. L'ultima competizione a cui partecipò fu la Coppa Libertadores 2002.